# Harpactira gigas
Harpactira gigas là một loài nhện trong họ Theraphosidae.
Loài này thuộc chi Harpactira. Harpactira gigas được Mary Agard Pocock miêu tả năm 1898.